# Рублевська Людмила Іванівна
Людмила Іванівна Рублевська (біл. Людміла Іванаўна Рублеўская; нар. 5 липня 1965, Мінськ, Білоруська РСР) — радянська і білоруська поетеса, прозаїк, журналістка, літературний критик. Член Союзу білоруських письменників (СБП).

## Життєпис
Людмила Рублевська свій перший вірш опублікувала в 1983 році в білоруській газеті «Прапор юності».
У 1984 році закінчила Мінський архітектурно-будівельний технікум. Працювала в конструкторському бюро «Горизонт», техніком-архітектором. У 1986—1987 роках навчалася в літературному інституті в Москві, на відділенні поезії. Потім перевелася на білоруське відділення філологічного факультету Білоруського державного університету, який закінчила в 1994 році.
Працювала в газетах «Наше слово», «Література і мистецтво», журналі «Першацвет». В газеті «Література і мистецтво» (біл. «Літаратура i мастацтва») займала посаду редактора відділу критики. Надалі — літературний оглядач відділу культури газети «Білорусь сьогодні».
Була автором радіопередач «Дзеяслоў» (укр. «Дієслово») на каналі «Культура», в яких розповідалося про історію та сучасність білоруської мови. Керує об'єднанням молодих митців «Літературне передмістя».
У березні 2013 року за результатами голосування в рамках спільного проекту «Секрет успіху», проведеного Фондом ООН у галузі народонаселення та порталом Lady.tut.by увійшла до десятки найуспішніших жінок Білорусії 2013 року.
Її твори перекладені російською, німецькою, англійською, французькою, болгарською, польською та десятками інших мов. Окремі її драматичні твори ставилися на сценах білоруських театрів, за драматичною поемою «Остання з Олельковичів» знятий однойменний відеофільм (1999 рік). Також Людмила Рублевська виступає в пресі як критик і літературознавець.
Історико-центричні твори Людмили Рубльовської деякі білоруські критики похвально порівнюють з «мелодраматичними інтерпретаціями» художніх ідей Володимира Короткевича. Так, події в її романі «Золото забутих могил» (2005 рік) відбуваються паралельно в найбільш цікаві для Короткевича часи повстання Кастуся Калиновського і в наш час. А героїня повісті «Каблучка останнього імператора» (2005 рік) пізнає трагічну і героїчну історію свого роду, який виявляється королівським.

## Родина

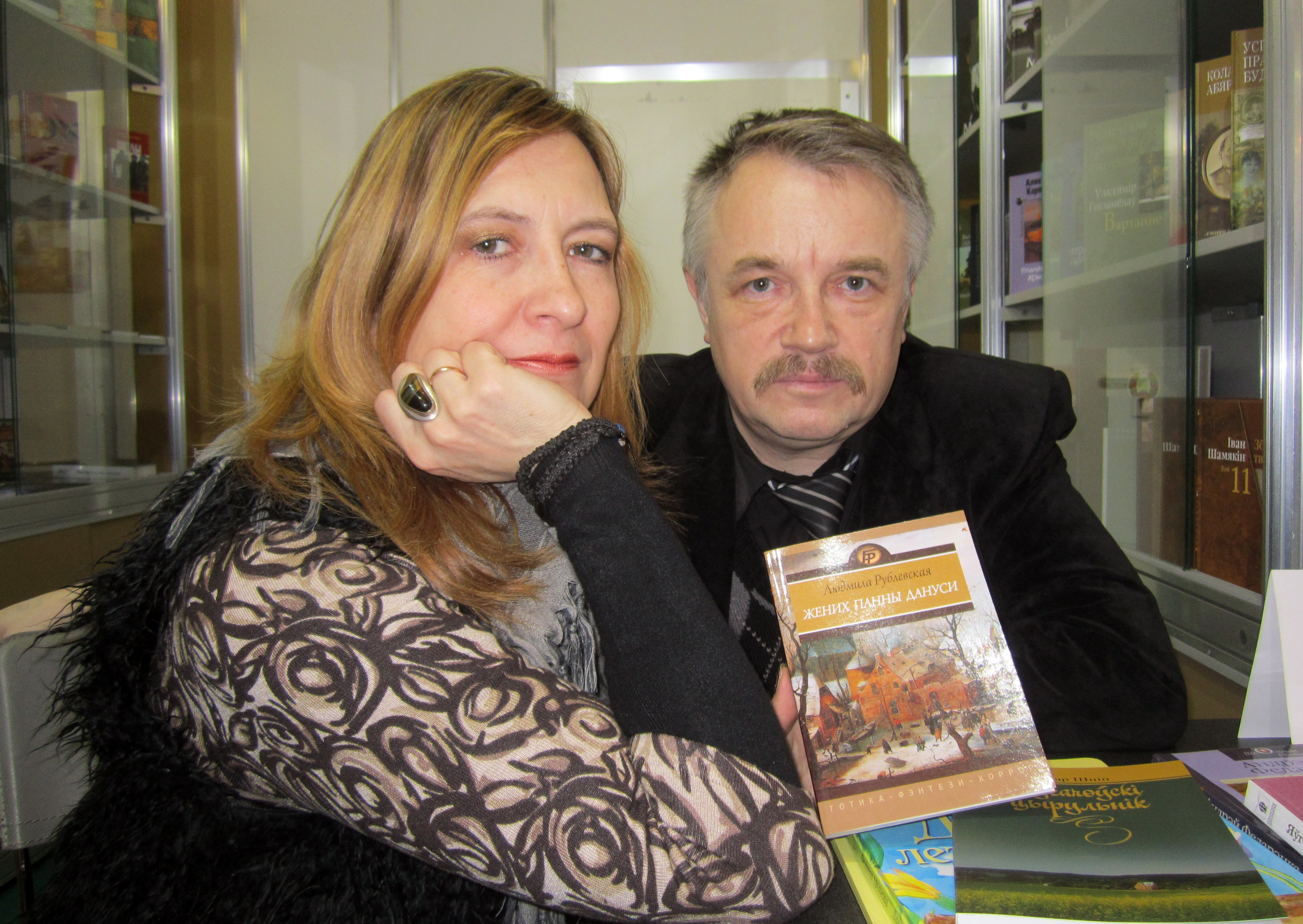
Людмила Рублевська з чоловіком Віктором Шнипом

Чоловік — Віктор Шнип, письменник. Двоє дітей.

### Збірки віршів
- «Кроки на старих сходах» (біл. «Крокі па старых лесвіцах») (1990 рік)
- «Замок місячного сяйва» (біл. «Замак месячнага сяйва») (Мн.: Мастацкая літаратура, 1992 рік)
- «Над замковою вежею»
- «Балаган»
- «Лицарські хроніки»
- «Шипшина для пані» (біл. «Шыпшына для Пані») (Мн.: Мастацкая літаратура, 2007) — вірші та есе[7]) тощо[3]
- «Явище Інфанти» (біл. «З'яўленне Інфанты») (Мн.: Кнігазбор, 2005) — збірка поезій, а також іронічні мемуари «Бестіарій мого радянського дитинства»[8]

### Книги (проза)
- «Освіта» (біл. Адукацыя) (1990 г.);
- «Старосвітські міфи міста Б» (біл. Старасвецкія міфы горада Б.);
- «Я — мінчанин» (біл. Я - мінчанін) (Минск: Мастацкая літаратура, 2003)[7];
- «Дзеркало всесвіту» (біл. Люстэрка сусвету) (Минск: Мастацкая літаратура, 2007) — сборник фантастики белорусских авторов. Рублевская — «Единица»[9];
- «Пригоди мишеняти Пік-пік» (біл. Прыгоды мышкі Пік-Пік) (Белосток: АБ-БА, 2007);
- «Корона на дні виру, або Казки з хутора Юстина» (біл. Карона на дне віра, альбо Казкі з хутара Юстыны) (Мн.: Мастацкая літаратура, 2008) — сказки[10];
- «Танці смерті» (Мн.: Мастацкая літаратура, 2011) — готичний роман (готика, фентезі, хоррор) (пер. з білорус. авт.). Роман об'єднує такі жанри, як детектив, історична фентезі і сучасна історія кохання, готичний колорит і м'який гумор. Головній героїні, колишній журналістці Гнні Борецькій, сняться сни про середньовічне місто, в якому живе її двійник, донька бургомістра Анета. Головна героїня та її колишній чоловік, реставратор Юрась Домогурський, шукають розгадку «танців смерті», страшної середньовічної психічної епідемії, а попутно розбираються і зі своїми почуттями[11];
- «Наречений панночки Данусі» (Мн.: Мастацкая літаратура, 2012) — збірка, містичних повістей, оповідань (готика, фентезі, хоррор). Містична повість «Ночі на Плебанських Млинах» — це легенди і перекази про Мінськ, переплетені в одну сюжетну канву. «Старосвітські міфи міста Б» — цикл синтезу античних міфів і реалій білоруського містечка XIX століття. Також до збірки включені романтично-містичні оповідання, що створюють образ шляхетської, лицарської Білорусі, з мужніми інсургентами, прекрасними дамами та перевертнями, що ховаються в старих садибах, з відданим і трагічним коханням головних героїв[12];
- «Серце мармурового янгола» (біл. Сэрца мармуровага анёла) (Мн.: Мастацкая літаратура, 2012) — повісті, роман. До збірки увійшли повість «Серце мармурового янгола», повість «Перстень останнього імператора», роман «Золото забутих могил». У романі «Золото забутих могил» дії розгортаються паралельно за часів повстання Кастуся Калиновського 1863 року і в наш час. У повісті «Серце мармурового янгола» чорна перлина королеви Бони в руках охоронця і столичного мистецтвознавця Касі. Героїня повісті «Перстень останнього імператора», молода поетеса Магда, дізнається про героїчну і водночас трагічну історію свого роду, який є королівським[13].
- «Підземелля Ромула» (біл. Сутарэнні Ромула) (Мн.: Книгосбор, 2012. — серия «Кнігарня пісьменніка») — збірка романів. До книги увійшли два романи: «Убити негідника, або Гра в Альбарутенію» (біл. Забіць нягодніка, альбо гульня ў Альбарутенію), і «Підземелля Ромула» (біл. Сутаренні Ромула). Роман «Підземелля Ромула» до цього був опублікований в часописі «Дзеяслоў» № 47—49[14]. 23 грудня 2011 року Людмила Рублевська за свій роман «Підземелля Ромула», опублікований в журналі «Дзеяслоў», була нагороджена премією ім. Франтішка Богушевича[15][16].
- «Авантюри Прантіша Вирвіча, школяра і шпика» (біл. Авантуры Пранціша Вырвіча, шкаляра і шпега) (Мн.: Літаратура і Мастацтва, 2012) — пригодницько-фантасмогоричний роман. Перша книга трилогії. Учень Мінського єзуїтського колегіуму Прантіш Вирвіч і лікар Балтромей Льоднік з Полоцька досліджують підвали Мінська, Слуцька, і Полоцька, рятують Сильфіду, катаються на залізній черепасі, винайденої ще Леонардом да Вінчі, знаходять спис Святого Маврикія і борються за свою честь і Білорусь.
- «Ночі на Плебанських Млинах» (біл. Ночы на Плябанскіх Млынах) (Мн.: Мастацкая літаратура, 2013) — історична проза. До книги увійшли готичний роман «Танці смерті», в якому журналістка і реставратор розгадують таємницю середньовічних часів. Також до книги увійшли: повість «Ночі на  Плебанських млинах [be]», де міфи і легенди Мінська переплітаються у виразну і пам'ятну містично-романтичну картину; цикл «Старосвітські міфи міста Б*». Окремим розділом вміщено оповідання, в яких діють і повстанці Калиновський та Костюшко, і наші сучасники.
- « Лицарі і Дами Білорусі» (Мн.: Мастацкая літаратура, 2013) — збірка історичних есе про відомі та маловідомі персонажі білоруської історії.
- «Авантюри студіозуса Вирвіча» (біл. Авантуры студыёзуса Вырвіча) (Мн.: Издательский дом «Звязда», 2014) — друга книга з трилогії про Прантіша Вирвіча. Герої роману, полоцький лікар Болтромей Льоднік і студент Віленської академії Прантіш Вирвіч подорожують через всю Європу XVIII століття, потрапляючи до магнатських інтриг навколо трону Речі Посполитої.
- «Авантюри драгуна Прантіша Вирвіча» (біл. Авантуры драгуна Пранціша Вырвіча) (Мн.: Издательский дом «Звязда», 2014) — третя книга з трилогії про Прантіша Вирвіча. Герої шукають єзуїтські скарби в підвалах під Мінськом, подорожують разом з чорним магом і єгипетською принцесою в одній кареті, опиняються на бенкеті в палаці російської імператриці, з'ясовують, кому має належати корона святого Альфреда. Події в книзі відбуваються в перші роки правління Станіслава Понятовського. Книга обрана «Книгою року-2015» (організатор проекту — Білоруський ПЕН-центр)[17].
- «Лицарі і дами Білорусі. Частина 3» (Мн.: Мастацкая літаратура, 2018) — збірка белетризованих історичних нарисів.
- «Туфля Мнемазіни» (біл. Пантофля Мнемозины) (Мн.: изд. Янушкевича, 2018) — роман. Три історії, пов'язані між собою: історія дизайнера Вірінії Корвус, яка працює в столичному метрополітені, історія доктора Люциана Корвус, експериментатора, а також історія створення роману. Книга з елементами фантастики, історії, детектива, і любовних історій.

## Екранізації
«Остання з Олельковичів» (біл. Апошняя з Алелькавічаў) — телефільм, 1999 рік.

## Нагороди та звання
- 2002 — лауреат конкурсу драматургії «Купалавы далягляды» (п'єса «Останні гастролі Агасфера»);
- 2004 — лауреат премії «Залати апостраф» журналу «Дієслово» (роман «Золото забутих могил»);
- 2011 — лауреат премії Франциска Богушевич (роман «Підземелля Ромула»);
- 2011 — Лауреат премії Білоруської спілки журналістів «Золоте перо-2011» за найкращу роботу в художньо-публіцистичних жанрах;
- 2013 — номінація на премію імені Єжи Ґедройця (роман «Авантюри Прантиша Вирвіча, школяра і шпигуна»)[18];
- 2017 рік — лауреатка Національної літературної премії у номінації «Найкращий прозовий твір» — за роман «Авантюри Прантиша Вирвіча, зрадника і конфедерата»[19]